# Прато фјорито
Прато фјорито је насеље у Италији у округу Катанија, региону Сицилија.
Према процени из 2011. у насељу је живело 208 становника. Насеље се налази на надморској висини од 815 м.